# Orion (Alberta)
Pour les articles homonymes, voir Orion.
Orion est un hameau (hamlet) du Comté de Forty Mile No 8, situé dans la province canadienne d'Alberta.